# عاشر صفحة (مسلسل)

مسلسل كويتي درامي إجتماعي تم تصوير العمل بالكامل في دولة الكويت بأحدث الكاميرات المتطورة والمسلسل من إنتاج مشترك بين باسم عبد الأمير ومشعل الذاير. ويتكون من ثلاثين حلقة وهو من إخراج محمد الطوالة ومن تأليف الكاتب علي الدوحان 

## قصة المسلسل
تدور أحداث المسلسل شخصية فتاة تعاني من مشكلات في طفولتها ولكنها عندما تكبر تهتم بأسرتها وتتولى رعايتهم وتضحي بالكثير من أجلهم ولكنهم لا يقدرون تضحيتها ولا يقدرون أفعالها من أجلهم وأنها فكرت فيهم عن نفسها ولكنها تدرك ذلك بعد فوات الأوان وتقرر وقتها أن تتغير وتهتم بنفسها بدلاً منهم.

## أبطال المسلسل
| اسم الممثل        | جنسيته  | دوره      |
| ----------------- | ------- | --------- |
| زهرة عرفات        | البحرين | (سلمى)    |
| عبدالله التركماني | الكويت  | (سالم)    |
| خالد العجيرب      | الكويت  |           |
| نور               | العراق  |           |
| حصة النبهان       | الكويت  |           |
| غدير السبتي       | الكويت  |           |
| حسن إبراهيم       | الكويت  |           |
| غادة الزدجالي     | عُمان    | (شيماء)   |
| محمد الأنصاري     | الكويت  |           |
| رندا حجاج         | لبنان   |           |
| زمن عبدالله       | العراق  |           |
| جنى الفيلكاوي     | الكويت  | (فرح)     |
| شهد سلمان         | الكويت  |           |
| عبدالعزيز مندني   | الكويت  | (فارس)    |
| عبدالوهاب الصفي   | الكويت  |           |
| بيهانا            | لبنان   |           |
| فيصل فريد         | الكويت  |           |
| أمل محمد          | إيران   | (أم سلمى) |
| حسن عبدالله       | الكويت  |           |

## طاقم العمل
| طاقم العمل              | دوره                    |
| ----------------------- | ----------------------- |
| المجموعة الفنية         | منتج                    |
| جولدن جروب              | منتج                    |
| علاء الحوساني           | (مدير الإضاءة والتصوير) |
| علي دوحان               | (مؤلف)                  |
| فاطمة بودستور           | (غناء)                  |
| محمد عبد العزيز الطواله | (مخرج)                  |

## وصلات خارجية
| أيقونة بذرة | هذه بذرة مقالة عن موضوع عن مسلسل تلفزيوني إيراني بحاجة للتوسيع. فضلًا شارك في تحريرها. |